# Vattgruvsmossens naturreservat
Vattgruvsmossens naturreservat (eller Vattgruvmossens naturreservat ) är ett svenskt naturreservat i Södertälje kommun i Stockholms län.  Reservatet är 74 ha stort. I reservatet finns Vattgruvsmossen, den mosse som har givit reservatet sitt namn. Omgivningarna runt mossen är gammal orörd och fuktig skogsmark. På mossen kan man bl.a. höra spelande orrar om man besöker reservatet under våren. Området är även ett Natura 2000-område. Området blev ett Natura 2000-område tack vare förekomsten av västlig taiga, skogbevuxen myr, samt öppna, svagt välvda mossar och fattiga och intermediära kärr och gungflyn. Vattgruvmossen är naturreservat sedan 1996.
I anslutning till reservatet ligger Järna gruvor, gamla järnmalmsgruvor.